# 消化系统
消化系统（英語：digestive system）是多細胞生物用以進食、消化食物，獲取能量和營養，並吸收這些養分以供應能量和維持身體運作，排遺剩餘废物的一组器官，其主要功能為攝食、消化、吸收、同化和排遺。其中有關排遺的部分，也可歸類到排遺系統的一部分。

## 構造
消化系統的構造差異可以大略分為囊狀消化系統與管狀消化系統。囊狀消化系統具有囊狀的消化腔，通常如水螅、水母、海葵等水生動物，它們大都使用消化腔開口的觸手補食獵物，而消化完之殘渣亦由同一開口排出。管狀消化系統則具備消化道，有口腔及肛門兩個口呈現一管狀構造。脊椎動物為此類。
所有的哺乳動物都有一個由口腔經食道、胃、腸等的消化系統，可將食物分解為身體可利用的簡單物質。食物進入嘴巴之後，就會開始進行消化過程。食物從胃被送入小腸後，各種各樣的酶就開始消化碳水化合物也就是醣類、蛋白質和脂肪。消化的食物養分透過腸壁被吸收，未被消化的物質則直接被排出體外。消化過程是動物從食物中獲取能量的第一步。
某些動物只能在含有適當營養素的環境中生存，像蚯蚓就是食用沉積物的動物，他們在土中打洞並順便吃掉前面土壤。它們的消化系統會分解掉土壤中的有機物，並將廢物排出。很多昆蟲完全靠吸食液體生存，通常會生有特殊的管狀口器以便於進食，牠們的口器通常有尖銳的尖端，像是蝴蝶就有長長的虹吸式口器，用以刺入植物的莖或動物的皮膚，如吸血的蚊子、吸取植物汁液的蚜蟲和蟬。

## 消化過程
動物必須藉由攝食食物透過消化過程吸取需要的養分，提供給動物的生理與生長發育過程提供能量。
哺乳動物吞下食物到胃裡後，胃裡的一種強酸性物質會將微生物和细菌给杀死，并且胃里面的蛋白酶可以将蛋白质分解成氨基酸，然後小腸和大腸吸收所有已消化的食物和水分。胰腺製造各种不同的酶，蛋白质酶，淀粉酶，脂肪酶，麦芽糖酶在十二指肠进行化学反应以及中和强酸。但是植物性食物會在盲腸中消化。
草食性動物的消化系統較為特別，尤其是反芻動物通常消化系統會分為好幾部分，有助於其消化草、樹葉等不易消化的植物，所以食物嚥下後會先進瘤胃的消化室內，讓其中的微生物幫助分解。植物慢慢分解後，再將食物吐出到口中細細咀嚼，這就叫反芻。反芻後的食物再依次通過其他各胃室，如網胃、瓣胃和皺胃。
草食性動物只能吃植物，肉食動物只能吃肉類，而雜食性動物可以吃多樣的食物。
某些動物的消化是在體外進行的，其中蜘蛛是典型的進行體外消化的動物。它們抓到一隻昆蟲之後，會向昆蟲注入一種含酶的液體，等酶分解了昆蟲身體，蜘蛛再去吸取昆蟲的體內營養汁液，這就是體外消化。

## 动物的消化系统

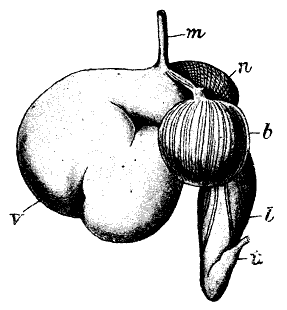
牛的消化系統一部分-胃部

動物的消化系统由構造的差異可粗分為胞內消化和囊狀消化系統還有管狀消化系統。
胞內消化在細胞內進行，且用偽足或細胞膜凹陷形成食泡，在與溶小體結合，利用水解酶進行分解，如海綿等單細胞生物。
囊狀消化系統具有囊狀的消化腔，通常如水螅、水母、海葵等水生生物，它們大都使用消化腔開口的觸手捕食獵物，而消化完之殘渣亦由同一開口排出。
管狀消化系統則擁有消化道，有口腔及肛門兩個口呈現一管狀構造。通常如蚯蚓、螳螂、鳥類和哺乳類皆為此類。

## 人类的消化系统
人体的消化系统主要由消化道和消化腺组成。一個正常男性成人的消化道大約長6.5米，由上消化道和下消化道組成。消化道是一條連接口腔和肛門的管道，由許多負責處理食物的構造組成。消化腺能分泌消化液以消化食物。
人類的上消化道由口腔、咽、食道和胃組成。口腔包含口腔黏膜、唾液腺、舌及齒。在口腔後面是咽，咽連接着一條肌肉組成的中空管道（即食道）。食道通過肌肉的收縮和放鬆，將食物向下推送，穿過橫膈膜到達胃。
下消化道包括腸和肛門。腸是消化系統中，由胃至肛門之間的消化管道，為大部份化學消化過程的所在地，將食物的營養吸收。
小腸具有環狀皺摺及绒毛與微絨毛，可增加腸道的表面積。絨毛內包含乳糜管及微血管，乳糜管吸收脂溶性養分，如：甘油、脂肪酸、維生素A,D,E,K等。微血管吸收水溶性養分，如：單醣、胺基酸、維生素B,C等。空腸可吸收像醣、胺基酸及脂肪酸等養分。迴腸有腸絨毛可以吸收维生素B12及膽汁酸，也可以吸收其他養分。
大腸有盲腸（連接着闌尾）、結腸（包括升結腸、橫結腸、降結腸和乙狀結腸）、直肠。結腸的作用是吸收水分，但其中也有一些可以生成維生素K的細菌。直肠是肠的最后一部分，位于肛门的前方，其作用是积累粪便。当直肠中的粪便积累到一定程度后就会向大脑發出排便的訊號，最後以肛門排出糞便。另外，人類進食的时候，会通过咀嚼动作将气体吞入消化道，同时进入肠道的食物也会经过细菌发酵产生较多的气体，这些气体经过人体消化道的蠕动逐渐被运送至肛门，通过屁排出体外。
人類消化腺又分为小消化腺和大消化腺两种。小消化腺是散在于消化管各部的管壁内的小腺体，这类腺体数量甚多，如：胃腺、肠腺等。大消化腺位于消化道外，它们主要通过导管将分泌物排入消化道内，如：三对唾液腺（腮腺、下颌下腺、舌下腺）、肝脏和胰脏。
食物通過消化道需要的時間會隨許多因素而不同，吃飯後約需要一個小時的時間，胃部才會有一半排空，要二個小時胃部才會全部排空，讓食物進入小腸。小腸一半排空也需要一至二個小時，食物到達結腸約需12至50小時，會隨個別情形有很大的差異。

### 組織
消化道可以分為四個部份：
- 黏膜
- 黏膜下層
- 肌層
- 外膜或漿膜

黏膜

腸壁正常組織
gland：腺
Muscularis：肌層
submucosa:黏膜下層
circular muscle：環形肌
longitudinal muscle：縱肌
serosa：漿膜
peritoneum：腹膜
mucosa：黏膜
villi：絨毛
tubular gland：管狀腺
mesentery：腸系膜

黏膜是消化道的最內層，包圍管腔內，或在管內的開放空間。此層直接接觸消化的食物（食糜）。
黏膜分為三層：
- 上皮 - 最內層。
- 固有層 - 一層結締組織。
- 粘膜肌層 - 一層薄的平滑肌。

黏膜下層
黏膜下層包括邁斯納神經叢（一種腸神經系統），位於肌層的內表面上。
肌層
肌層包括一個內側環形層和一個縱向外肌層。內側環形層防止食物向後移動，而縱向外肌層縮短消化道。
外膜或漿膜
在胃腸道的最外層，包括數層的結締組織。
胃腸道的腹腔部分覆蓋漿膜層。漿膜層包含大部分的胃，十二指腸的第一部分，以及所有的小腸、盲腸和闌尾、橫結腸、乙狀結腸，和直腸。

## 臨床意義

### 相關疾病
有些疾病和症狀會影響消化系统，包括：
- 感染，胃腸炎是胃或小腸的發炎，是發生率最高的小腸疾病。
- 癌症可能出現在消化道或的任何一部份，例如口腔癌、食道癌、胃癌及大腸癌。
- 發炎，例如迴腸炎（英语：Ileitis）及結腸炎等。
- 闌尾炎若沒有治療，是潛在的致命疾病，大部份的闌尾炎都需要手術治療。

憩室病是工業化國家中老人常見的症狀，一般會發生在大腸，但也可能發生在小腸。
炎症性腸病是腸壁發炎的症狀，也包括克隆氏症及潰瘍性結腸炎。克隆氏症會影響整個消化道，潰瘍性結腸炎則只在大腸。克隆氏症一般認為是自體免疫性疾病，雖然潰瘍性結腸炎的處理也類似自體免疫性疾病，但目前還不清楚潰瘍性結腸炎是否是自體免疫性疾病。

### 影像
以下是一些有關消化系统的影像檢查方式。
- 可以吞嚥不透射线（英语：Radioopaque）的染料（例如鋇餐）阻擋X射線穿過，制造影像。
- 一些部位可以用配合攝影機或照像機觀察內部情形，例如內視鏡可以觀察上消化道，結腸鏡（英语：colonoscopy）或乙狀結腸鏡（英语：sigmoidoscopy）可以觀察下消化道，在檢查時也可以進行活組織檢查需要的切片。胶囊内镜是將照像機裝在胶囊中。
- 腹部X線也可以用來檢查下消化道。

### 症狀
有些症狀和消化系统的疾病有關：
- 嘔吐，包括吐出食物或是嘔血。
- 腹瀉，糞便性狀改變，糞質稀薄，或帶有液體。
- 便秘，糞便量變少且變硬，不易排出。
- 便血，糞便中帶有鮮紅色或黑色的血液。

### 其他
- 乳糜瀉
- 霍亂
- 腹瀉
- 腸道雙聯囊腫
- 賈第蟲病
- 大腸激躁症
- 胰腺炎
- 胃及十二指腸潰瘍
- 黃熱病
- 幽門螺桿菌
- 假性腸梗塞（英语：Intestinal Pseudo-Obstruction）
- 腸阻塞（英语：Ileus）
- 腸道病毒
- 子宮內膜異位症
- 肠扭转
- 腸道血管發育不良
- 慢性功能性腹痛（英语：Chronic functional abdominal pain）
- 便秘
- 先天性巨結腸症
- 腸套疊
- 息肉
- 偽膜性結腸炎
- 潰瘍性結腸炎
- 中毒性巨結腸（英语：Toxic megacolon）

## 免疫功能
胃腸道是免疫系統重要的部份。消化道的表面積，大約是一個足球場的表面面積，由於表面積大，因此需要免疫系統的工作才能防止病原體進入血液及淋巴[WP:V]。
胃內部低pH值（約為1到4之間）的環境可以殺死許多微生物。而包括免疫球蛋白A在內的黏液也可以消滅許多微生物。消化道中也有其他成份對免疫系統有幫助，例如唾液或是膽汁中的酵素。像Cyp3A4之類的酵素有逆向轉運蛋白活性，可以對抗原或外來因子有解毒作用。
對健康有益的腸道菌群也可以避免可能有害的細菌在腸道中生長。種細菌在腸道中為有限的空間及食物而競爭，腸道一般會有有80-85%的益菌，其餘15-20%是可能有害的細菌。腸淋巴組織也可以保持微生物的平衡。

### 免疫系統穩態
益菌也可以建立消化系统的穩態，例如腸道和梭狀芽胞桿菌之間的關係。食用高纖的食物可以誘導调节T细胞的分化，這是因為丁酸鹽和丙酸鹽在發酵過程中產生的短鏈脂肪酸。丁酸鹽可以誘導T细胞的分化，方式是透過增強啟動子中組蛋白H3的乙酰化，以及保持Foxp3基因的非編碼序列區域，因此可以調節T細胞，少其發炎及過敏反應。

### 大腸菌群
大腸中有許多細菌處理人類無法分解的分子，例如纖維素，這是一種共生的例子，這些細菌也會產生氣體，在放屁時排出。

## 外部連結
- （简体中文）生理健康网
- （繁體中文）消化系統的保健
- Pediatric Overview of Human Digestive System
- Anatomy atlas of the Digestive System（页面存档备份，存于）
- Overview（页面存档备份，存于） at Colorado State University
- Your Digestive System and How It Works at National Institutes of Health